# Moxee (Washington)
Moxee est une ville américaine située dans le comté de Yakima, dans l'État de Washington. Selon le recensement de 2010, sa population est de 3 308 habitants.